# Collongues (Alpes Marítimos)
Collongues é uma comuna francesa na região administrativa da Provença-Alpes-Costa Azul, no departamento Alpes Marítimos. Estende-se por uma área de 10,78 km², com 102 habitantes, segundo os censos de 1999, com uma densidade de 9 hab/km².